# JScript
JScript este o implementare proprietară Microsoft ca dialect a standardului ECMAScript. Pe platforma Windows, JScript este unul din limbajele executabile de către Windows Script și, deci, poate fi folosit pentru scriptarea aplicațiilor ce suportă Windows Script, de exemplu Internet Explorer, sau chiar a sistemului de operare Windows.
Asociația ECMA a standardizat limbajul JavaScript/JScript sub numele ECMAScript (standardul ECMA-262)

## Versiuni
| Versiune | Data     | Introdus cu                                          | Bazat pe                                                   | Versiune JavaScript similară |
| -------- | -------- | ---------------------------------------------------- | ---------------------------------------------------------- | ---------------------------- |
| 1.0      | Aug 1996 | Internet Explorer 3.0                                | Netscape JavaScript                                        | 1.0                          |
| 2.0      | Jan 1997 | Windows IIS 3.0                                      | Netscape JavaScript                                        | 1.1                          |
| 3.0      | Oct 1997 | Internet Explorer 4.0                                | ECMA-262 1st edition                                       | 1.3                          |
| 4.0      |          | Visual Studio 6.0 (as part of Visual InterDev)       | ECMA-262 1st edition                                       | 1.3                          |
| 5.0      | Mar 1999 | Internet Explorer 5.0                                | ECMA-262 2nd edition                                       | 1.4                          |
| 5.1      |          | Internet Explorer 5.01                               | ECMA-262 2nd edition                                       | 1.4                          |
| 5.5      | Jul 2000 | Internet Explorer 5.5 & Windows CE 4.2               | ECMA-262 3rd edition                                       | 1.5                          |
| 5.6      | Oct 2001 | Internet Explorer 6.0 & Windows CE 5.0               | ECMA-262 3rd edition                                       | 1.5                          |
| 5.7      | Nov 2006 | Internet Explorer 7.0                                | ECMA-262 3rd edition + ECMA-327 (ES-CP)                    | 1.5                          |
| 5.8      | Mar 2009 | Internet Explorer 8.0 & Internet Explorer Mobile 6.0 | ECMA-262 3rd edition + ECMA-327 (ES-CP) + JSON (RFC 4627)3 | 1.5                          |
| 9.0      | Mar 2011 | Internet Explorer 9.0                                | ECMA-262 5th edition                                       | 1.8.1                        |

JScript este disponibil și pe Windows CE (inclusiv pe Windows Mobile, opțional și pe Windows Embedded CE). În versiunea Windows CE lipsește Active Debugging.